# 蘇奧耶爾維
62°05′N 32°21′E / 62.083°N 32.350°E
蘇奧耶爾維（俄语：Суоя́рви；卡累利阿語）是俄羅斯卡累利阿共和國南部的一個城市，距彼得羅扎沃茨克西北140公里。2002年人口11,600人。
1940年建市。